# Felipe Larrondo
Luis Felipe Larrondo Ossandon (Santiago, Chile, 14 de septiembre de 1992) es un futbolista chileno. Es hermano del exfutbolista de Universidad de Chile y ex seleccionado sub-20 Nicolás Larrondo.

## Carrera
Fue citado a 2 partidos del Campeonato Nacional de 2010 a falta de jugadores por lesiones y suspensiones, pero no tuvo la oportunidad de debutar con el conjunto universitario. El año 2012 firma por Barnechea.

## Clubes
| Club                 | País  | Año       |
| -------------------- | ----- | --------- |
| Universidad de Chile | Chile | 2010-2011 |
| Barnechea            | Chile | 2012-2013 |

## Palmarés

### Campeonatos nacionales
| Título           | Club                 | País  | Año    |
| ---------------- | -------------------- | ----- | ------ |
| Primera División | Universidad de Chile | Chile | 2011-A |

- Datos: Q5858278